# Peter D. Mitchell
Peter Dennis Mitchell (ur. 29 września 1920 w Mitcham, Surrey, zm. 10 kwietnia 1992 w Bodmin, Kornwalia) – brytyjski biochemik.
W latach 1940–1948 studiował w Jesus College na Uniwersytecie Cambridge, gdzie uzyskał stopień doktora .
W 1978 roku otrzymał Nagrodę Nobla w dziedzinie chemii „w uznaniu wkładu włożonego w zrozumienie biologicznego transferu energii poprzez sformułowanie teorii chemiosmotycznej”. Laureat Medalu Copleya.